# 케이맨 제도 축구 국가대표팀
케이맨 제도 축구 국가대표팀(영어: Cayman Islands national football team)은 케이맨 제도를 대표하는 축구 국가대표팀으로 케이맨 제도 축구 협회에서 관리하고 있다. 북중미 축구 최약체로 평가되고 있는 팀들 가운데 하나로 1985년 3월 3일 도미니카 연방과의 친선 경기에서 국제 A매치 데뷔전을 치렀으며 현재 트루먼 보든 종합운동장을 홈 구장으로 사용하고 있다.

## 국제 대회 경력

### FIFA 월드컵
2026년 FIFA 월드컵 북중미카리브 지역 2차 예선 A조 1차전에서 앤티가 바부다를 1-0으로 제압하며 월드컵 북중미카리브 지역 예선 사상 첫 승의 기쁨을 맛보았다.

### CONCACAF 네이션스리그

#### 2019-20년 리그 C
2019-20년 CONCACAF 네이션스리그 예선 29위로 리그 C에 편입된 케이맨 제도는 바베이도스, 미국령 버진아일랜드, 생마르탱과 함께 A조에 배정되어 6경기 4승 2패·조 2위의 호성적으로 첫 시즌을 마쳤고 바베이도스와 승점에서 동률을 이뤘으나 득실차에서 크게 뒤쳐지면서 아쉽게 차기 시즌 리그 B 승격 및 2021년 CONCACAF 골드컵 예선 1라운드 진출에 실패했다.

#### 2022-23년 리그 C
2022-23 시즌에서도 리그 C에서 시작한 케이맨 제도는 푸에르토리코, 영국령 버진아일랜드와 D조에 배정되어 4경기 2무 2패로 영국령 버진아일랜드와 동률을 이뤘으나 골득실차에서 1점 앞서면서 조 꼴찌를 간신히 면했다.

#### 2023-24년 리그 C
2023-24 시즌 리그 C에서는 아루바, 미국령 버진아일랜드와 B조에 편성되어 4경기 1승 1무 2패·조 2위를 기록했다.

### 카리브컵
1991년 대회를 시작으로 총 4번의 카리브컵 본선에 출전하여 1995년 대회에서 2승 1무 2패의 성적으로 4위를 차지하며 종전 국제 대회 최고 성적을 거두었다.

## FIFA 월드컵 (본선)
| 년도   | 결과      | 순위      | 경기      | 승        | 무*       | 패        | 득점      | 실점      | 승점      |
| ------ | --------- | --------- | --------- | --------- | --------- | --------- | --------- | --------- | --------- |
| 1930년 | 비회원국  | 비회원국  | 비회원국  | 비회원국  | 비회원국  | 비회원국  | 비회원국  | 비회원국  | 비회원국  |
| 1934년 | 비회원국  | 비회원국  | 비회원국  | 비회원국  | 비회원국  | 비회원국  | 비회원국  | 비회원국  | 비회원국  |
| 1938년 | 비회원국  | 비회원국  | 비회원국  | 비회원국  | 비회원국  | 비회원국  | 비회원국  | 비회원국  | 비회원국  |
| 1950년 | 비회원국  | 비회원국  | 비회원국  | 비회원국  | 비회원국  | 비회원국  | 비회원국  | 비회원국  | 비회원국  |
| 1954년 | 비회원국  | 비회원국  | 비회원국  | 비회원국  | 비회원국  | 비회원국  | 비회원국  | 비회원국  | 비회원국  |
| 1958년 | 비회원국  | 비회원국  | 비회원국  | 비회원국  | 비회원국  | 비회원국  | 비회원국  | 비회원국  | 비회원국  |
| 1962년 | 비회원국  | 비회원국  | 비회원국  | 비회원국  | 비회원국  | 비회원국  | 비회원국  | 비회원국  | 비회원국  |
| 1966년 | 비회원국  | 비회원국  | 비회원국  | 비회원국  | 비회원국  | 비회원국  | 비회원국  | 비회원국  | 비회원국  |
| 1970년 | 비회원국  | 비회원국  | 비회원국  | 비회원국  | 비회원국  | 비회원국  | 비회원국  | 비회원국  | 비회원국  |
| 1974년 | 비회원국  | 비회원국  | 비회원국  | 비회원국  | 비회원국  | 비회원국  | 비회원국  | 비회원국  | 비회원국  |
| 1978년 | 비회원국  | 비회원국  | 비회원국  | 비회원국  | 비회원국  | 비회원국  | 비회원국  | 비회원국  | 비회원국  |
| 1982년 | 비회원국  | 비회원국  | 비회원국  | 비회원국  | 비회원국  | 비회원국  | 비회원국  | 비회원국  | 비회원국  |
| 1986년 | 비회원국  | 비회원국  | 비회원국  | 비회원국  | 비회원국  | 비회원국  | 비회원국  | 비회원국  | 비회원국  |
| 1990년 | 비회원국  | 비회원국  | 비회원국  | 비회원국  | 비회원국  | 비회원국  | 비회원국  | 비회원국  | 비회원국  |
| 1994년 | 비회원국  | 비회원국  | 비회원국  | 비회원국  | 비회원국  | 비회원국  | 비회원국  | 비회원국  | 비회원국  |
| 1998년 | 예선 탈락 | 예선 탈락 | 예선 탈락 | 예선 탈락 | 예선 탈락 | 예선 탈락 | 예선 탈락 | 예선 탈락 | 예선 탈락 |
| 2002년 | 예선 탈락 | 예선 탈락 | 예선 탈락 | 예선 탈락 | 예선 탈락 | 예선 탈락 | 예선 탈락 | 예선 탈락 | 예선 탈락 |
| 2006년 | 예선 탈락 | 예선 탈락 | 예선 탈락 | 예선 탈락 | 예선 탈락 | 예선 탈락 | 예선 탈락 | 예선 탈락 | 예선 탈락 |
| 2010년 | 예선 탈락 | 예선 탈락 | 예선 탈락 | 예선 탈락 | 예선 탈락 | 예선 탈락 | 예선 탈락 | 예선 탈락 | 예선 탈락 |
| 2014년 | 예선 탈락 | 예선 탈락 | 예선 탈락 | 예선 탈락 | 예선 탈락 | 예선 탈락 | 예선 탈락 | 예선 탈락 | 예선 탈락 |
| 2018년 | 예선 탈락 | 예선 탈락 | 예선 탈락 | 예선 탈락 | 예선 탈락 | 예선 탈락 | 예선 탈락 | 예선 탈락 | 예선 탈락 |
| 합계   |           |           |           |           |           |           |           |           |           |

## FIFA 월드컵 (예선)
| 년도   | 경기                                        | 승                                          | 무*                                         | 패                                          | 득점                                        | 실점                                        | 승점                                        |
| ------ | ------------------------------------------- | ------------------------------------------- | ------------------------------------------- | ------------------------------------------- | ------------------------------------------- | ------------------------------------------- | ------------------------------------------- |
| 1930년 | 비회원국                                    | 비회원국                                    | 비회원국                                    | 비회원국                                    | 비회원국                                    | 비회원국                                    | 비회원국                                    |
| 1934년 | 비회원국                                    | 비회원국                                    | 비회원국                                    | 비회원국                                    | 비회원국                                    | 비회원국                                    | 비회원국                                    |
| 1938년 | 비회원국                                    | 비회원국                                    | 비회원국                                    | 비회원국                                    | 비회원국                                    | 비회원국                                    | 비회원국                                    |
| 1950년 | 비회원국                                    | 비회원국                                    | 비회원국                                    | 비회원국                                    | 비회원국                                    | 비회원국                                    | 비회원국                                    |
| 1954년 | 비회원국                                    | 비회원국                                    | 비회원국                                    | 비회원국                                    | 비회원국                                    | 비회원국                                    | 비회원국                                    |
| 1958년 | 비회원국                                    | 비회원국                                    | 비회원국                                    | 비회원국                                    | 비회원국                                    | 비회원국                                    | 비회원국                                    |
| 1962년 | 비회원국                                    | 비회원국                                    | 비회원국                                    | 비회원국                                    | 비회원국                                    | 비회원국                                    | 비회원국                                    |
| 1966년 | 비회원국                                    | 비회원국                                    | 비회원국                                    | 비회원국                                    | 비회원국                                    | 비회원국                                    | 비회원국                                    |
| 1970년 | 비회원국                                    | 비회원국                                    | 비회원국                                    | 비회원국                                    | 비회원국                                    | 비회원국                                    | 비회원국                                    |
| 1974년 | 비회원국                                    | 비회원국                                    | 비회원국                                    | 비회원국                                    | 비회원국                                    | 비회원국                                    | 비회원국                                    |
| 1978년 | 비회원국                                    | 비회원국                                    | 비회원국                                    | 비회원국                                    | 비회원국                                    | 비회원국                                    | 비회원국                                    |
| 1982년 | 비회원국                                    | 비회원국                                    | 비회원국                                    | 비회원국                                    | 비회원국                                    | 비회원국                                    | 비회원국                                    |
| 1986년 | 비회원국                                    | 비회원국                                    | 비회원국                                    | 비회원국                                    | 비회원국                                    | 비회원국                                    | 비회원국                                    |
| 1990년 | 비회원국                                    | 비회원국                                    | 비회원국                                    | 비회원국                                    | 비회원국                                    | 비회원국                                    | 비회원국                                    |
| 1994년 | 비회원국                                    | 비회원국                                    | 비회원국                                    | 비회원국                                    | 비회원국                                    | 비회원국                                    | 비회원국                                    |
| 1998년 | 2                                           | 0                                           | 0                                           | 2                                           | 0                                           | 6                                           | 0                                           |
| 2002년 | 2                                           | 0                                           | 1                                           | 1                                           | 0                                           | 4                                           | 1                                           |
| 2006년 | 2                                           | 0                                           | 0                                           | 2                                           | 1                                           | 5                                           | 0                                           |
| 2010년 | 2                                           | 0                                           | 1                                           | 1                                           | 2                                           | 4                                           | 1                                           |
| 2014년 | 6                                           | 0                                           | 1                                           | 5                                           | 2                                           | 15                                          | 1                                           |
| 2018년 | 2                                           | 0                                           | 2                                           | 0                                           | 1                                           | 1                                           | 2                                           |
| 합계   | 16                                          | 0                                           | 5                                           | 11                                          | 6                                           | 35                                          | 5                                           |
| 순위   | 월드컵 예선 승점 순위 : 195위 (북중미 31위) | 월드컵 예선 승점 순위 : 195위 (북중미 31위) | 월드컵 예선 승점 순위 : 195위 (북중미 31위) | 월드컵 예선 승점 순위 : 195위 (북중미 31위) | 월드컵 예선 승점 순위 : 195위 (북중미 31위) | 월드컵 예선 승점 순위 : 195위 (북중미 31위) | 월드컵 예선 승점 순위 : 195위 (북중미 31위) |

## CONCACAF 골드컵
- 1963년 ~ 1989년 - 불참
- 1991년 ~ 1996년 - 예선 탈락
- 1998년 - 기권
- 2000년 ~ 2011년 - 예선 탈락
- 2013년 ~ 2017년 - 불참
- 2019년 ~ 2021년 - 예선 탈락

## 주요 선수
- 마크 이뱅크스
- 레이먼 실리
- 벤저민 큐피드
- 이어넌 린도